# كأس الأمير فيصل بن فهد لكرة السلة 2014–15
كأس الأمير فيصل بن فهد لكرة السلة 2014-15 هي مسابقة كرة سلة في السعودية تم تنضيمها من قبل الاتحاد السعودي لكرة السلة. شارك فيها 16 فريقا. بدأت بتاريخ 16 فبراير 2015 (27-4-1436 هـ). فاز فريق الفتح بالبطولة بعد انتصاره على فريق أحد في النهائي بنتيجة 68-61.

## الفرق المشاركة
- الاتحاد
- الأنصار
- الهلال
- الفتح
- النهضة
- النصر
- الأهلي
- أحد
- القادسية
- الوحدة
- الصفا
- المسيرة
- السلام
- النور
- أبها
- العربي

## المراحل
تضمنت المسابقة ثلاث مراحل (دور الـ 16 ، ربع النهائي ونصف النهائي) بالإضافة إلى النهائي
- دور الـ 16 أقيم في 16 فبراير 2015 (27-4-1436 هـ)
- ربع النهائي أقيم في 23 مارس 2015 (3-6-1436 هـ)
- نصف النهائي أقيم في 7 أبريل 2015 (18-6-1436 هـ)
- النهائي أقيم بتاريخ 29 مايو 2015 في مدينة جدة بين فريقي أحد والفتح، وانتهى بفوز الفتح بنتيجة 68-61.[3]